# أحمد جان أحمدي
مولوي أحمد جان أحمدي (بالبشتوية: احمدجان احمدی)‏، هو المدير الحالي للمكتب الإداري لرئيس إمارة أفغانستان الإسلامية منذ 7 سبتمبر 2021.